# Radiația talamică superioară
Radiația talamică superioară sau radiația talamică centrală (Radiatio thalami centralis) sau radiația somestezică, pedunculul talamic superior, pedunculul talamic dorsal este un grup de fibre nervoase care conduc impulsuri nervoase somestezice, conectând în dublu sens, nucleii talamici ventrali (nucleul ventral posterolateral și nucleul ventral posteromedial) cu girusul postcentral al lobului parietal. Radiația talamică superioară se află în partea posterioară a brațului posterior al capsulei interne, iar partea anterioară a radiației talamice superioară se află în genunchiul capsulei interne.
Radiația talamică superioară constă din fibre talamocorticale somestezice ascendente care formează radiația senzorială și sunt formate din fibre ce provin din nucleele ventrale ale talamusului (nucleul ventral posterolateral și nucleul ventral posteromedial) și se termină în girusul postcentral al lobului parietal. Această radiație conține, de asemenea alte fibre talamoparietale ascendente de la alte nuclee talamice (pulvinar). Radiația talamică superioară conține și fibre parietotalamice descendente care provin din cortexul parietal și se termină în nucleele talamice ventrale și alte nuclee a talamusului, inclusiv pulvinar. În radiația talamică superioară se află fibre a fasciculului subtalamic care trec transversal prin brațul posterior al capsulei interne (intersectând fibrele verticale) și conectează nucleul subtalamic cu globul palid.